# Хутор 6-й
Хутор 6-й — упразднённый хутор в Кизильском районе Челябинской области. На момент упразднения входил в состав сельсовета Путь Октября. Исключён из учётных данных в 1995 году.

## География
Располагался у перекрестка региональной дороги «Путь Октября - Полоцкое» с дорогой на посёлок Амамбайка, на расстоянии примерно 9 км по прямой к юго-востоку от поселка Путь Октября.

## История
По данным на 1970 год хутор Хутор № 6 входил в состав  сельсовета Путь Октября. В нём располагалась ферма 5-го отделения совхоза «Путь Октября».
Исключен из учётных данных Постановлением Областной Думы Челябинской области от 21 декабря 1995 года № 307.

## Население
| 1970 | 1977 | 1983 |
| ---- | ---- | ---- |
| 39   | ↘14  | ↘9   |